# Schmöckwitz
Schmöckwitz (uttalas [ˈʃmøːkvɪts], med långt ö) eller Berlin-Schmöckwitz är en stadsdel i Tysklands huvudstad Berlin.  Stadsdelen består av flera villaområden i sydöstra utkanten av Berlin och tillhör det administrativa stadsdelsområdet Treptow-Köpenick.

## Geografi
Schmöckwitz ligger i Berlins sydöstra utkant, på båda sidor om floden Dahme, som rinner genom stadsdelen från söder till norr.  Till skillnad från de flesta stadsdelar i Berlin är Schmöckwitz endast glest befolkat, och större delen av stadsdelens yta utgörs av skog och vattendrag.  Söder om Schmöckwitz vidgas floden Dahme till sjön Zeuthener See.
Stadsdelen gränsar till stadsdelarna Müggelheim och Grünau i Berlin. Förutom Berlin är grannkommunerna i öster Gosen-Neu Zittau i Landkreis Oder-Spree, samt i söder staden Königs Wusterhausen och kommunerna Zeuthen och Eichwalde, i Landkreis Dahme-Spreewald.

## Historia

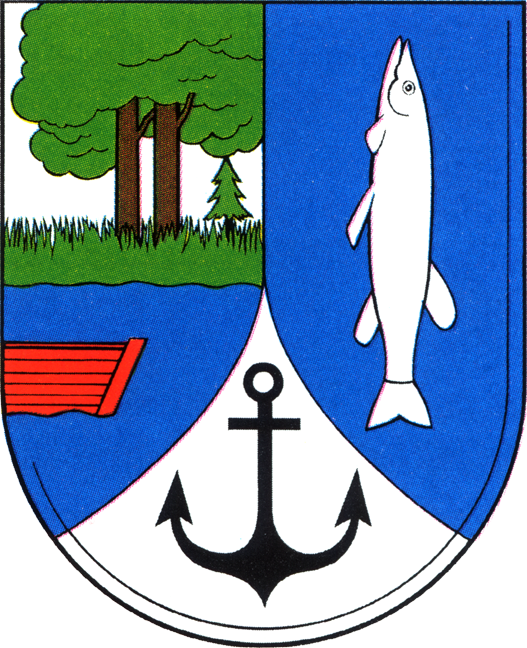
Tidigare kommunvapen (fram till 1920).

Spår av omkring 9000 år gamla stenåldersbosättningar har hittats vid Schmöckwitz, vilket gör platsen till en av de tidigaste bosättningarna i dagens Berlin.  Från omkring 600 e.Kr. bosatte sig slaver i området.  Fram till 1700-talet låg orten på en ö i floden Dahme, som senare blev till en halvö.
Fiskarbyn Schmöckwitz omnämns första gången i Karl IV:s landbok från 1375, under namnet Smekewitz.  En möjlig tolkning av namnet är att det rör sig om det västslaviska smoko-vic, "ormbäcken".  Vid denna tid fanns 15 hus i byn, som huvudsakligen livnärde sig på fiske och biodling.  
Byn brändes ned 1648 under trettioåriga kriget.  Under 1700-talet grundades bosättningarna Karolinenhof, väster om Dahme, och Rauchfangswerder, öster om Zeuthener See. Schmöckwitz bykyrka uppfördes 1798-1799.
Efter att järnvägen Berlin-Görlitz dragits förbi väster om orten anlades ett villaområde vid Karolinenhof 1895. 1911-1912 anlades en spårväg, Schmöckwitz-Grünauer Uferbahn, som sammanband orten med järnvägsstationen i Grünau.  1919 anlades en villabosättning i södra delen av kommunen på gränsen till Eichwalde, för hemvändande soldater från första världskriget.  År 1920 införlivades Schmöckwitz i Bezirk Köpenick i Stor-Berlin.
Mellan 1945 och 1990 tillhörde stadsdelen den sovjetiska ockupationssektorn i Östberlin. År 2001 genomfördes en sammanslagning av stadsdelsområdena Treptow och Köpenick, och sedan dess administreras Schmöckwitz som en del av stadsdelsområdet Treptow-Köpenick i Berlin.

## Kultur och sevärdheter
Författaren och sociologen Horst Bosetzky har i flera böcker skildrat Schmöckwitz 1900-talshistoria.

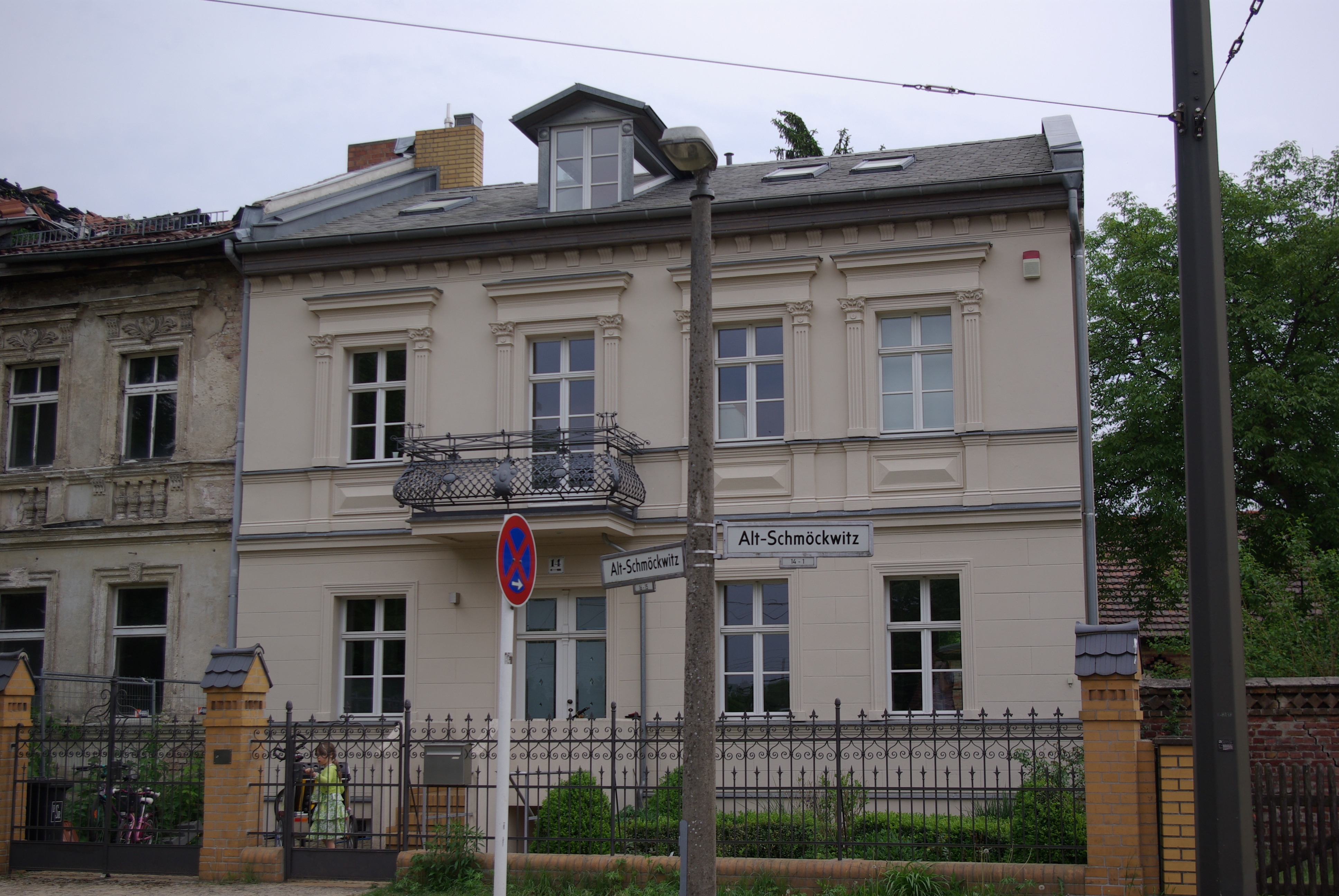
Kulturminnesmärkta hus vid den gamla bygatan.
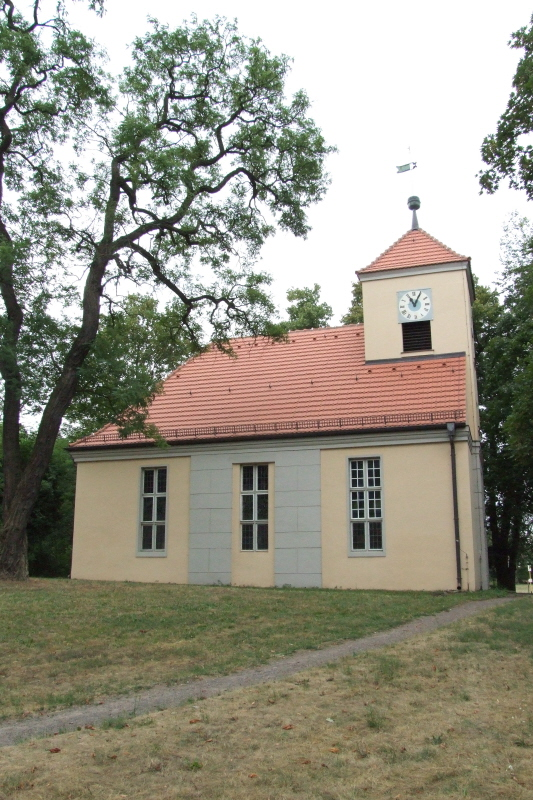
Bykyrkan
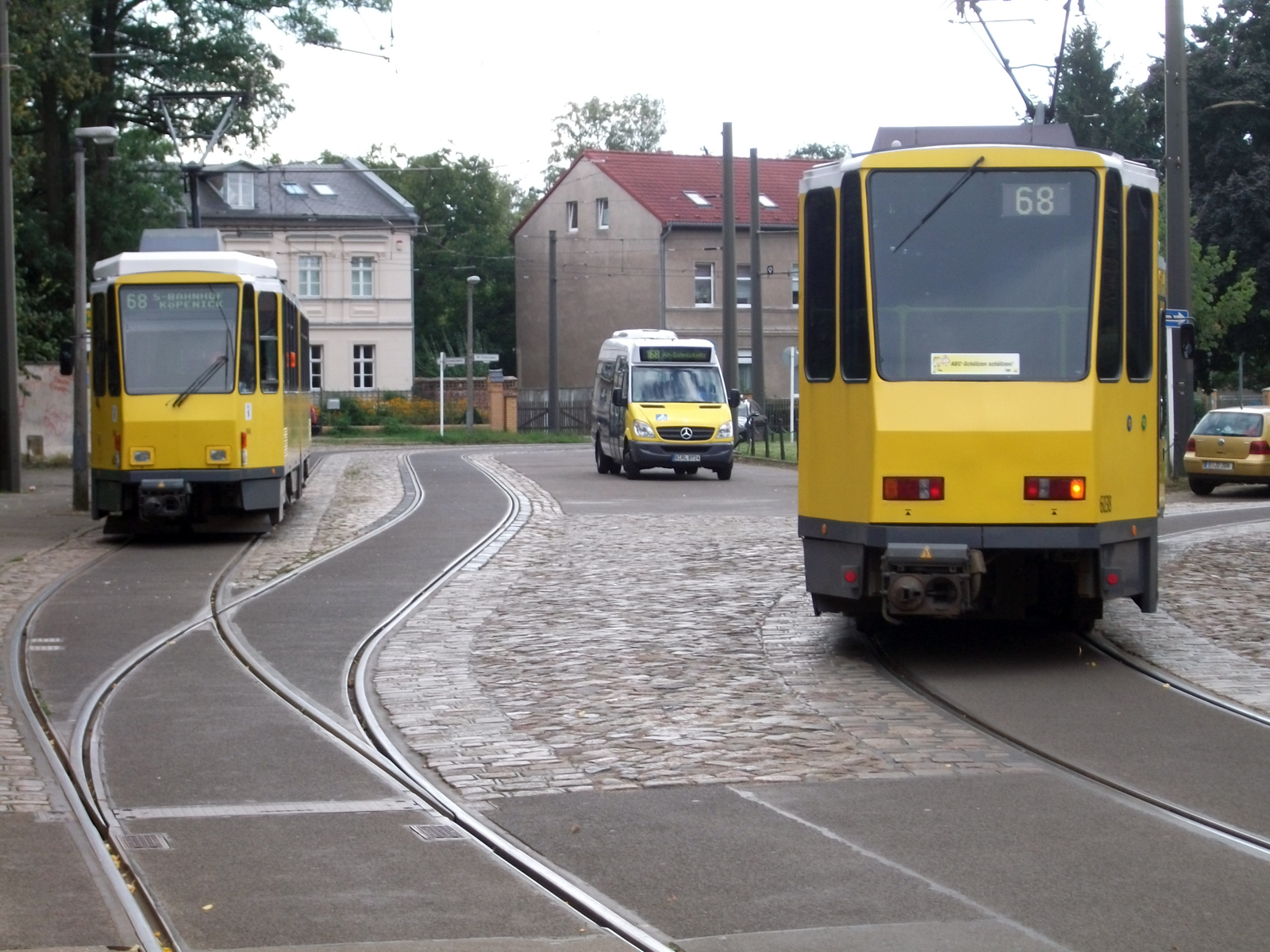
Spårvagnar på bygatan.